# Communauté de communes Cévenne et Montagne Ardéchoises
Die Communauté de communes Cévenne et Montagne Ardéchoises ist ein ehemaliger französischer Gemeindeverband mit Rechtsform einer Communauté de communes im Département Ardèche, dessen Verwaltungssitz sich in dem Ort Saint-Étienne-de-Lugdarès befand. Er lag am Westrand des Départements im Norden der dünn besiedelten Cevennen am Übergang zu den Monts d’Ardèche; hierbei gehörte ein Teil der Gemeinden zum Regionalen Naturpark Monts d’Ardèche. Der Ende 2005 gegründete Gemeindeverband bestand aus sieben Gemeinden auf einer Fläche von 162,1 km2.

## Aufgaben
Zu den vorgeschriebenen Kompetenzen gehörten die Entwicklung und Förderung wirtschaftlicher Aktivitäten und des Tourismus. Der Gemeindeverband bestimmte die Wohnungsbaupolitik und betrieb die Müllabfuhr und die Straßenmeisterei. Zusätzlich förderte der Verband Kulturveranstaltungen.

## Historische Entwicklung
Mit Wirkung vom 1. Januar 2017 fusionierte der Gemeindeverband mit der Communauté de communes Entre Loire et Allier und der Communauté de communes Sources de la Loire und bildete so die Nachfolgeorganisation Communauté de communes de la Montagne d’Ardèche.

## Ehemalige Mitgliedsgemeinden
Folgende sieben Gemeinden gehörten der Communauté de communes Cévenne et Montagne Ardéchoises an:
| Gemeinde                                | Einwohner 1. Januar 2022 | Fläche km² | Dichte Einw./km² | Code INSEE | Postleitzahl |
| --------------------------------------- | ------------------------ | ---------- | ---------------- | ---------- | ------------ |
| Borne                                   | 45                       | 32,0       | 1                | 07038      | 07590        |
| Cellier-du-Luc                          | 91                       | 14,7       | 6                | 07047      | 07590        |
| Laval-d’Aurelle                         |                          | 8,7        |                  | 07135      | 07590        |
| Laveyrune                               | 109                      | 13,4       | 8                | 07136      | 48250        |
| Le Plagnal                              | 65                       | 16,1       | 4                | 07175      | 07590        |
| Saint-Étienne-de-Lugdarès               | 407                      | 50,3       | 8                | 07232      | 07590        |
| Saint-Laurent-les-Bains-Laval-d’Aurelle | 184                      | 26,8       | 7                | 07262      | 07590        |